# Авоен (Ендр и Лоара)
Авоен (фр. Avoine (Indre-et-Loire)) је насељено место у Француској у региону Центар, у департману Ендр и Лоара.
По подацима из 2011. године у општини је живело 1845 становника, а густина насељености је износила 146,66 становника/km².

## Демографија
| 1962. | 1968. | 1975. | 1982. | 1990. | 2011. |
| ----- | ----- | ----- | ----- | ----- | ----- |
| 973   | 1.212 | 1.331 | 1.800 | 1.664 | 1.845 |